# Şamaxı FK

Logo unter dem Namen İnter Baku

Der Şamaxı Peşəkar Futbol Klubu, kurz Şamaxı FK (auch Schamachi), 1997 bis 2004 Xəzər Universiteti und von 2004 bis Oktober 2017 İnter Baku, ist ein aserbaidschanischer Fußballverein aus der Hauptstadt Baku. Von 2017 bis 2022 hieß der Verein FK Keşlə, seit 2022 wieder Şamaxı FK.
In der ersten Saison 1999/2000 wurde der 11. Platz erreicht. Über Platz 7 in der Folgesaison konnte sich die Mannschaft 2003/04 mit dem vierten Platz für den UEFA Intertoto Cup qualifizieren. 2008 und 2010 wurde jeweils die Meisterschaft geholt. Zwischen 2005 und 2011 stand das Team viermal im Pokalfinale.
Am 28. Oktober 2017 wurde der Name des Klubs in Keşlə Peşəkar Futbol Klubu, kurz FK Keşlə, sowie das Logo geändert. In der gleichen Saison konnte der Verein erstmals den aserbaidschanischen Pokal gewinnen. Im Finale besiegte man FK Qəbələ mit 1:0.
Am Ende der Saison 2023/24 stieg der Verein als Zweitligameister erneut in die Premyer Liqası auf.

## Stadion
Die Heimspiele finden in der ASK Arena statt, das 8.125 Zuschauer fasst. Es ist ein reines Sitzplatzstadion.

## Erfolge
- Aserbaidschanischer Meister (2): 2008, 2010
- Aserbaidschanischer Pokalsieger (2): 2018, 2021
- Pokalfinalist (4): 2005, 2008, 2009, 2011
- GUS-Pokal (1): 2011

## Europapokalbilanz
| Saison  | Wettbewerb                    | Runde                  | Gegner               | Gesamt          | Hin        | Rück          |
| ------- | ----------------------------- | ---------------------- | -------------------- | --------------- | ---------- | ------------- |
| 2004    | UEFA Intertoto Cup            | 1. Runde               | Schwarz-Weiß Bregenz | 5:1             | 03:0 (A) 1 | 2:1 (H)       |
| 2004    | UEFA Intertoto Cup            | 2. Runde               | Tampere United       | 1:3             | 0:3 (H)    | 1:0 (A)       |
| 2008/09 | UEFA Champions League         | 1. Qualifikationsrunde | Rabotnički Skopje    | (a)1:1(a)       | 0:0 (H)    | 1:1 (A)       |
| 2008/09 | UEFA Champions League         | 2. Qualifikationsrunde | FK Partizan Belgrad  | 1:3             | 1:1 (H)    | 0:2 (A)       |
| 2009/10 | UEFA Europa League            | 1. Qualifikationsrunde | FC Spartak Trnava    | 2:5             | 1:2 (A)    | 1:3 (H)       |
| 2010/11 | UEFA Champions League         | 2. Qualifikationsrunde | Lech Posen           | 1:1 (8:9 i. E.) | 0:1 (H)    | 1:0 n. V. (H) |
| 2012/13 | UEFA Europa League            | 1. Qualifikationsrunde | JK Trans Narva       | 7:0             | 5:0 (A)    | 2:0 (H)       |
| 2012/13 | UEFA Europa League            | 2. Qualifikationsrunde | Asteras Tripolis     | 2:2 (2:4 i. E.) | 1:1 (H)    | 1:1 n. V. (H) |
| 2013/14 | UEFA Europa League            | 1. Qualifikationsrunde | IFK Mariehamn        | 3:1             | 1:1 (H)    | 2:0 (A)       |
| 2013/14 | UEFA Europa League            | 2. Qualifikationsrunde | Tromsø IL            | 1:2             | 0:2 (A)    | 1:0 (H)       |
| 2014/15 | UEFA Europa League            | 1. Qualifikationsrunde | FC Tiraspol          | 6:3             | 3:2 (A)    | 3:1 (H)       |
| 2014/15 | UEFA Europa League            | 2. Qualifikationsrunde | IF Elfsborg          | 1:1 (3:4 i. E.) | 1:0 (A)    | 0:1 n. V. (H) |
| 2015/16 | UEFA Europa League            | 1. Qualifikationsrunde | KF Laçi              | (a)1:1(a)       | 1:1 (A)    | 0:0 (H)       |
| 2015/16 | UEFA Europa League            | 2. Qualifikationsrunde | FH Hafnarfjörður     | 4:3             | 2:1 (A)    | 2:2 n. V. (H) |
| 2015/16 | UEFA Europa League            | 3. Qualifikationsrunde | Athletic Bilbao      | 0:2             | 0:2 (A)    | 0:0 (H)       |
| 2017/18 | UEFA Europa League            | 1. Qualifikationsrunde | FK Mladost Lučani    | 5:0             | 3:0 (A)    | 2:0 (H)       |
| 2017/18 | UEFA Europa League            | 2. Qualifikationsrunde | CS Fola Esch         | 2:4             | 1:0 (H)    | 1:4 (A)       |
| 2018/19 | UEFA Europa League            | 1. Qualifikationsrunde | FC Balzan            | 3:5             | 1:4 (A)    | 2:1 (H)       |
| 2020/21 | UEFA Europa League            | 1. Qualifikationsrunde | KF Laçi              | 0:0 (4:5 i. E.) | 0:0 (H)    | 0:0 (H)       |
| 2021/22 | UEFA Europa Conference League | 2. Qualifikationsrunde | FK Sotschi           | 2:7             | 0:3 (A)    | 2:4 (H)       |

Gesamtbilanz: 39 Spiele, 16 Siege, 11 Unentschieden, 12 Niederlagen, 48:45 Tore (Tordifferenz +3)

## Bekannte Trainer
- Anatolij Konkow (2004–2006)
- Kachaber Zchadadse (2009–2015)
- Tərlan Əhmədov (2018–2020)